# Willie McLean
William « Wee Willie » McLean (né le 27 janvier 1904 à Clydebank en Écosse et mort à une date inconnue) était un joueur de football écossais et américain.

## Biographie

### Chicago
Né en Écosse, McLean immigre aux États-Unis à 19 ans. Il s'installe à Chicago où il rejoint le Pullman FC qui domine à l'époque les ligues de Chicago et la Peel Cup. Il part ensuite pour jouer chez les Chicago Canadians, puis pour les Bricklayers and Masons FC. En 1928, les Bricklayers perdent la National Challenge Cup contre les New York Nationals. McLean et les Bricklayers perdent une seconde Challenge Cup en 1931 où les Fall River Marksmen qui les battent par deux matchs contre un.

### St. Louis
En 1932, McLean part à St. Louis où il signe chez les Stix, Baer and Fuller F.C. en St. Louis Soccer League. Le club est finaliste de la Challenge Cup 1932, qu'ils perdent contre les New Bedford Whalers. En 1933 et 1934, McLean remporte la Challenge Cup avec Stix, Baer and Fuller qui il en remporte deux. Après leur victoire de 1934, le club est sponsorisé par Central Breweries et est renommé St. Louis Central Breweries F.C.. Ils gagnent un troisième titre en 1935. L'équipe change encore de nom en 1935 pour St. Louis Shamrocks. En 1936, McLean se blesse pendant un match. En 1937, après avoir passé 9 mois à l'hôpital, il retourne à l'hôpital.

### Équipe nationale
En 1930, McLean participe à des matchs de la pré-coupe du monde 1930 où il n'est finalement pas sélectionné. En 1934, McLean fait partie de l'équipe des USA à la coupe du monde 1934. McLean joue également contre le Mexique, avec une victoire 4-2, pour se qualifier au mondial. Ils perdent durant le tournoi contre l'Italie. Lorsqu'il sort de sa convalescence après sa blessure de 1936, McLean est rappelé pour 3 matchs contre les Mexicains en 1937, où il ne joue pas.

### Disparition mystérieuse
Après son retour à Chicago en 1937, McLean rentre en dépression. À l'été 1938, il disparaît, et personne ne le revit plus jamais. Sa famille continue pendant plusieurs années à recevoir fréquemment des cartes de fête des mères provenant de plusieurs villes différentes vers le Mississippi après sa disparition. Finalement, en novembre 1944, Aetna Life Insurance attire l'attention en affichant un avis de recherche dans le Midwest Soccer News, demandant toutes sortes d'informations à son sujet pour le retrouver, sans succès. Il ne sera jamais retrouvé.